# Nokia
Nokia Corporation (nativ Nokia Oyj în finlandeză și Nokia Abp în suedeză, colocvial Nokia) este o companie finlandeză multinațională de telecomunicație, tehnologie și de electronice de consum fondată în 1865. Sediul principal al Nokia este în Espoo, Finlanda, în marea zonă metropolitană Helsinki, însă rădăcinile actuale ale companiei sunt în regiunea Tampere din Pirkanmaa. În 2020, Nokia a angajat aproximativ 92,000 de persoane în peste 100 de țări și a avut afaceri în peste 130 de țări, cu venitul anual raportat la aproximativ 23 de miliarde de €. Nokia este o societate pe acțiuni listată la Nasdaq Helsinki și New York Stock Exchange. A fost a 415-a cea mai mare companie după venituri în 2016, potrivit Fortune Global 500, ajungând pe locul 85 în 2009. Este o componentă a indicelui bursier Euro Stoxx 50.
Compania a operat în diverse industrii în decursul a peste 150 de ani. A fost fondată ca o fabrică de celuloză și a fost asociată pentru mult timp cu cauciucul și cablurile, dar din 1990 s-a concentrat pe infrastructură de telecomunicație la scară largă, dezvoltare de tehnologie și licențiere. Nokia a realizat contribuții semnificative către industria de telefonie mobilă, asistând în dezvoltarea standardelor GSM, 3G și LTE standards. Pentru un deceniu începând din 1998, Nokia a fost cel mai mare vânzător mondial de telefonie mobilă și smartphone-uri. În ultimii ani 2000, însă, Nokia a suferit de la o serie de decizii de afaceri proaste și curând și-a văzut cota pe piața de telefonie mobilă scăzând rapid.
După un parteneriat cu Microsoft și greutățile ulterioare ale lui Nokia pe piață, în 2014 Microsoft a cumpărat afacerea de telefonie mobilă a Nokia, încorporân-o ca Microsoft Mobile. După vânzare, Nokia a început să se concentreze mai mult pe afacerea de infrastructură de telecomunicație și pe tehnologiile obiectelor internetului, marcată de cesionarea diviziei sale de cartografiere Here și de achiziția a Alcatel-Lucent, inclusiv a organizației sale de cercetări Bell Labs. Compania apoi a experimentat de asemenea cu realitate virtuală și sănătate digitală, cu ultima prin cumpărarea a Withings. Marca Nokia s-a întors pe piața de mobil și smartphone în 2016 printr-un acord de licențiere cu HMD. Nokia continuă să fie un licențiator major de brevete pentru majoritatea vânzătorilor mari de telefonie mobilă. La data de 2018, Nokia este al treilea cel mai mare producător de echipamente de rețea din lume.
Compania a fost văzută cu mândrie națională de către finlandezi, deoarece afacerea sa de telefonie mobilă a făcut-o de departe cea mai mare companie și marcă din Finlanda. La apogeul ei în 2000, Nokia a reprezentat 4% din PIB-ul țării, 21% din exportul total și 70% din capitalul de piață Nasdaq Helsinki.

## Istoric

### Era pre-telecomunicațiilor
| Imagine indisponibilă            |  | Imagine indisponibilă |
| Fredrik Idestam, fondator Nokia. |  |                       |

Predecesorii companiei Nokia au fost The Nokia Company (Nokia Aktiebolag), Finnish Rubber Works Ltd (Suomen Gummitehdas Oy) și Finnish Cable Works Ltd (Suomen Kaapelitehdas Oy).
Istoria Nokia a început în 1865, când Frederik Idestam, inginer minier, a înființat o fabrică de hârtie în sud-vestul Finlandei, în apropiere de orașul Tampere, de-a lungul pragurilor de apă Tammerkoski. În 1868, Idestam a construit o a doua fabrică lângă orașul Nokia, la 15 km vest de orașul Tampere, pe râul Nokianvirta care avea resurse hidroenergetice mai bune. În 1871, Idestam cu ajutorul prietenului său Leo Mechelin, a transformat compania din companie privata în societate pe acțiuni, redenumind-o Nokia, nume sub care este cunoscută și astăzi. Din 1902, Nokia a adăugat la activitățile sale generarea de energie electrică.
În 1898, Eduard Polon a fondat Fabrica Finlandeză de Cauciuc, care producea cizme din cauciuc și alte produse din cauciuc și care mai târziu a devenit divizia producătoare de cauciuc a Nokia. Fondată în 1912, Compania Finlandeză de Cabluri, care producea cabluri pentru telefoane, telegraf și cabluri electrice a reprezentat piatra de temelie a afacerii cu cabluri și electronice ale companiei Nokia. La sfârșitul anului 1920, la scurt timp după terminarea primului război mondial, compania Nokia se afla în pragul falimentului. Pentru a asigura continuitatea alimentării cu energie electrică de la generatoarele Nokia, Fabrica Finlandeză de Cauciuc a achiziționat afacerea companiei insolvente, iar în 1922 a achiziționat și Compania Finlandeză de Cabluri. După cel de-al doilea război mondial, Compania Finlandeză de Cabluri exporta cabluri către Uniunea Sovietică ca parte a despăgubirilor de război datorate de Finlanda, fapt ce i-a oferit acesteia un avantaj pentru viitoarele schimburi comerciale.
Cele trei companii care din 1922 aveau un singur proprietar au fuzionat în anul 1967, formând un nou conglomerat industrial - Nokia Corporation și punând astfel bazele viitoarei companii multinaționale. Noua companie s-a implicat în mai multe industrii producând pe rând: hârtie, anvelope pentru mașini și biciclete, încălțăminte (inclusiv ghete din cauciuc), cabluri de comunicații, televizoare și alte electronice de uz casnic, computere personale, echipamente pentru generarea energiei, condensatoare, echipamente de comunicații pentru armată (cum ar fi masca de gaze M61 sau dispozitivul SANLA M/90 pentru armata finlandeză) produse din plastic, aluminiu și produse chimice.
În anii 1990, compania a decis să renunțe la produsele electronice de consum și să se axeze pe segmentul cu cea mai rapidă creștere, telecomunicațiile. Producătorul de anvelope se separă în 1988 de Nokia Corporation pentru a forma o nouă companie și doi ani mai târziu exemplul său este urmat de producătorul de ghete de cauciuc. În decursul anilor 1990, Nokia s-a dispensat de toate activitățile ce nu aveau legătură cu domeniul telecomunicațiilor.

### Era telecomunicațiilor
Bazele companiei moderne Nokia au fost stabilite odată cu înființarea secțiunii de produse electronice a diviziei de cabluri în 1960 și fabricarea primului dispozitiv electronic producție proprie în 1962: un analizator de semnal pentru centrale de energie nucleară.
În urma fuziunii din 1967 această secțiune a devenit o divizie separată care a început să producă echipamente pentru telecomunicații. 

#### Echipamente pentru rețele
În anii 1970, Nokia s-a implicat și mai mult în industria telecomunicațiilor dezvoltând Nokia DX 200, un comutator digital pentru centrale telefonice.
În anul 1984 a fost demarată dezvoltarea unei versiuni de centrală pentru rețeaua companiei Nordic Mobile Telephony.
În anii 1970, producția echipamentelor pentru rețele a fost transferată, pentru o perioadă, companiei Nokia Telefenno, deținută în comun de Nokia și de o companie a statului finlandez. În anul 1987, statul a vândut acțiunile sale către Nokia, iar în 1992 numele a fost schimbat în Nokia Telecommunications. În anii '70 și '80, Nokia a dezvoltat un dispozitiv de comunicații digital, portabil și criptat bazat pe mesaje text, pentru Forțele de Apărare finlandeze.
Pe 19 iunie 2006, Nokia și Siemens AG au anunțat că vor fuziona producția de echipamente de rețea pentru telefonie fixă și mobilă pentru a crea una din cele mai mari companii de rețele - Nokia Siemens Network. Brandul Nokia Siemens Network a fost lansat cu ocazia Congresului Mondial 3GSM din Barcelona, în februarie 2007.

#### Primele telefoane mobile
Tehnologiile care preced sistemele moderne de telefonie mobilă au fost diversele standarde de radiotelefonie mobilă „0G”. Din 1964, Nokia a creat radioul VHF simultan cu Salora Oy. În 1966, Nokia și Salora au început să dezvolte standardul ARP, un sistem de radiotelefonie mobilă pentru mașină și prima rețea de telefonie mobilă operată comercial în Finlanda.
În 1979, fuziunea dintre Nokia și Salora a dus la fondarea Mobira Oy. Mobira a început dezvoltarea telefoanelor mobile pentru rețeaua NMT (Nordic Mobile Telephony), prima generație, primul sistem complet automatizat de telefoane celulare care a devenit operațional în 1981. Un an mai târziu Mobira a lansat primul telefon pentru mașină a Mobira Senator pentru rețeaua NMT-450.
Nokia a achiziționat Salora Oy în 1984 și a redenumit divizia de telecomunicații în Nokia-Mobira Oy. Mobira Talkman, lansat în 1984, a fost unul dintre primele telefoane transportabile din lume. În 1987 Nokia a lansat unul dintre primele telefoane portabile din lume, Mobira Cityman 900 pentru rețeaua NMT-900. În timp ce Mobira Senator -1982 cântărea 9,8 kg, iar Talkman puțin sub 5 kg, Cityman cântărea doar 800g cu tot cu baterie și avea un preț de aproximativ 4560 de euro. În ciuda prețului mare, primele telefoane au fost epuizate rapid. Inițial telefoanele mobile reprezentau un simbol al statutului social. 
Telefoanele mobile Nokia au cunoscut un vârf publicitar în 1987, când Mihail Gorbaciov, președintele Uniunii Sovietice a fost fotografiat la Helsinki folosind un Mobira Cityman într-o convorbire cu Ministrul Comunicațiilor din Moscova. De aici porecla „Gorba” dată telefonului. 
În 1988, Jorma Nieminen, dându-și demisia din postul de CEO al unității de telefonie mobilă, a înființat împreună cu alți 2 angajați din acea unitate o companie de telefonie mobilă denumită Benefon Oy (redenumită GeoSentric). Un an mai târziu, Nokia-Mobira Oy a devenit Nokia Mobile Phones. 
Deși Nokia a lansat sute de modele de telefoane mobile în anii 1980, producția de masă a anilor 1990 a început când au fost dezvoltate primele rețele digitale. În 1998, Nokia a anunțat că a produs 100 milioane telefoane mobile și a devenit cel mai mare producător de telefoane mobile. În perioada 2000-2005, Nokia a vândut 126 de milioane de unități din modelele Nokia 3310 și 3330. În vara anului 2005 compania a anunțat primul miliard de telefoane mobile produse.

#### Implicarea în GSM
Nokia a fost unul dintre cei mai importanți dezvoltatori ai GSM (Global System for Mobile Communications), generația a doua de tehnologie mobilă care putea transmite atât date, precum și voce. NMT (Nordic Mobile Telephony), primul standard de telefonie mobilă din lume care a permis roamingul internațional și a oferit companiei Nokia o experiență valoroasă în dezvoltarea GSM, adoptat în 1987 ca nou standard european pentru tehnologia mobilă digitală.
Nokia a livrat prima sa rețea GSM către operatorul Finlandez Radiolinja în 1989. Primul apel comercial GSM al lumii a fost făcut pe 1 iulie 1991 în Helsinki, Finlanda, printr-o rețea furnizată de Nokia, de către Prim Ministrul Finlandei de atunci, Harri Holkeri, folosind un prototip de telefon Nokia GSM. În 1992, a fost lansat Nokia 1011, primul telefon GSM. Numărul modelului se referă la data lansării lui, 10 noiembrie. Modelul Nokia 1011 nu a avut soneria clasică Nokia, Nokia tune. Aceasta a fost introdusă în 1994, odată cu seria Nokia 2100.
GSM oferea apeluri de voce de înaltă calitate, roaming internațional facil și suport pentru noi servicii precum mesajele text, punând bazele unei explozii mondiale în utilizarea telefoanelor mobile. GSM a ajuns să domine lumea telefoniei mobile în anii 1990, în 2008 atingându-se aproape 3 miliarde de abonați telefonici în întreaga lume, peste 700 de operatori de telefonie mobilă în 218 țări. Noi conexiuni sunt adăugate într-un ritm de 15 pe secundă, sau 1,3 milioane pe zi.

#### Computere personale și echipament IT
În anii 80, divizia de computere Nokia Data a produs o serie de computere personale numite MikroMikko. MikroMikko a fost încercarea Nokia Data de a întra pe piața computerelor pentru afaceri. Primul model din această linie, MikroMikko 1, a fost lansat pe data de 29 septembrie 1981, în aceeași perioadă cu primul PC IBM. Divizia de computere personale a fost vândută în 1991 către compania britanică ICL (Internațional Computers Limited) care a devenit mai târziu o parte din Fujitsu. MikroMikko a rămas o marcă înregistrată a ICL și, mai târziu, a Fujitsu.
Fujitsu și-a transferat ulterior operațiunile cu computere personale către Fujitsu Siemens Computers, care în martie 2000 a închis singura sa fabrică din Espoo, Finlanda (în districtul Kilo, unde computerele erau fabricate din anii 1960), încheind astfel fabricarea în masă a computerelor din această țară. Nokia mai este cunoscută și pentru producția de monitoare CRT și printre primele modele de afișaje TFT LCD de înaltă calitate pentru computere. Afacerile Nokia Display Products au fost vândute către ViewSonic în 2000. Pe lângă computere personale și monitoare, Nokia mai fabrica modemuri DSL și decodoare digitale.

#### Provocările extinderii
În anii 1980, în perioada în care Kari Kairamo era CEO al companiei, Nokia s-a extins în noi domenii, în principal prin achiziții. Spre finele anilor 1980 și începutul anilor 1990, corporația a întâmpinat probleme financiare serioase, datorate pierderilor diviziei de producție a televizoarelor și diversității prea mari a activităților sale. Aceste probleme au contribuit probabil la sinuciderea lui Kairamo în 1988. După moartea lui Kairamo, Simo Vuorilehto a devenit președinte și CEO al Nokia. Între 1990-1993, Finlanda a suferit o recesiune economică semnificativă, care a afectat și Nokia. Sub conducerea lui Vuorilehto, Nokia a fost restructurată. Compania a răspuns prin consolidarea diviziilor de telecomunicații și renunțarea la diviziile de computere și televizoare. 
Probabil cea mai importantă schimbare strategică din istoria Nokia a fost făcută în 1992, când noul CEO Jorma Ollila a luat decizia crucială de a concentra activitatea doar pe telecomunicații. Astfel, pe parcursul anilor 1990, diviziile de cauciuc, cabluri și electrocasnice au fost vândute pe rând. 
În 1991, mai mult de un sfert din veniturile Nokia proveneau încă din vânzările din Finlanda. După schimbarea strategică din 1992, vânzările Nokia au înregistrat o creștere semnificativă în America de Nord, America de Sud și Asia. Explozia de popularitate mondială a telefoanelor mobile, chiar peste cele mai optimiste previziuni ale Nokia, a dus la o criză de logistică în mijlocul anilor 1990. Aceasta a obligat Nokia să își regândească întreaga operațiune de logistică. În 1998, datorită concentrării Nokia asupra telecomunicațiilor și investiților făcute devreme în tehnologiile GSM, compania a devenit cel mai mare producător de telefoane mobile din lume. Între 1996 și 2001, cifra de afaceri a Nokia a crescut de aproape cinci ori, de la 6,5 miliarde de euro la 31 miliarde de euro. Logistica și acoperirea geografică extinsă reprezintă în continuare avantaje esențiale ale Nokia.

### Istoria Recentă

#### Lansări de produse
În 1992, Nokia anunța prima rețea mobilă GSM iar 1994, compania anunța seria de telefoane mobile 2100. În 1996 este lansat Nokia 9000 Communicator urmat de alte lansări de produse - Nokia 8110, Nokia 6100 și Nokia 3110.
În anul 1998 se lansează telefonul Nokia 5110, primul telefon care are instalat jocul Snake, considerat și cel mai mic telefon NSE-1Nx de până atunci. Acesta este primul telefon mobil care dispune de carcase interșanjabile. 
Un an mai târziu, compania lansează Nokia 7110, primul telefon ce utilizează tehnologia WAP dar și unul dintre cele mai cunoscute terminale, Nokia 3310. În 2000 este lansat Nokia 9210 Communicator care marchează începutul erei afișajelor color.
Primul model 3G, Nokia 6650 a fost lansat în 2002 urmat de Nokia 7650, primul telefon cu cameră încorporată și primul telefon Nokia ce utilizează platforma S60. 
În 2003, piața a fost cucerită de Nokia N-Gage, care a fost dezvoltat special pentru jocuri, sub forma unei console video portabile. Tot în 2003 este lansat Nokia 7700, primul touch screen Nokia. 
În mai 2007, Nokia a anunțat că modelul Nokia 1100, lansat în 2003, a fost cel mai bine vândut telefon mobil al tuturor timpurilor, cu peste 200 de milioane de unități și totodată cel mai bine vândut produs electronic din lume.
În anul 2005 s-a născut o nouă generație de telefoane mobile, Nokia Nseries. Primele trei terminale Nseries, au fost Nokia N70, Nokia N90 și Nokia N91. Nokia N82 lansat în noiembrie 2007, a fost primul model Nseries cu flash Xenon.
Nokia E71 cu tastatură QWERTY completă a fost introdus în anul 2008, succesorul său fiind Nokia E72, lansat în 2009. 
În septembrie 2009, Nokia a anunțat lansarea a două noi telefoane mobile ce înglobează aplicații pentru muzică și rețele sociale, Nokia X3 și Nokia X6.
Literele seriilor X, C, N, E indică scopul pentru care au fost concepute terminalele. Astfel, modelele din seria C sunt dedicate utilizării clasice, terminalele multimedia sunt cele din seria N, seria X este dedicată divertismentului iar seria E este destinată utilizării în scop profesional. 
În aprilie 2010, Nokia a anunțat lansarea smartphone-ului Nokia N8, primul terminal Nokia bazat pe sistemul de operare Symbian ^3. Terminalul are o cameră de 12 megapixeli, ieșire HDMI și memorie internă de 16 GB.
În iunie 2011, Nokia a anunțat lansarea terminalului Nokia N9, o combinație între design minimalist și tehnologie smartphone de ultimă oră.

#### Achiziții
În 22 septembrie 2003, Nokia a achiziționat divizia Sega, care a devenit baza dezvoltării terminalului Nokia N-Gage.
În 16 noiembrie 2005, Nokia și Intellisync Corporation, un furnizor de date și software de sincronizare PIM, au semnat o înțelegere definitivă pentru achiziționarea Intellisync de către Nokia. Achiziția a fost finalizată în 10 februarie 2006.
În 19 iunie 2006, Nokia și Siemens AG au anunțat că diviziile lor de echipamente de rețele mobile și fixe vor fuziona pentru a crea Nokia Siemens Networks, fiecare companie având o participație de 50%.
În 8 august 2006, Nokia și Loudeye Corp. au anunțat că au semnat o înțelegere privind achiziționarea de către Nokia a distribuitorului de muzică online Loudeye Corporation, pentru aproximativ 60 milioane USD.
În iulie 2007, Nokia a cumpărat toate activele Twango, soluția cuprinzătoare de media sharing pentru organizarea și împărtășirea pozelor, clipurilor video și altor tipuri de conținut media personal.
În septembrie 2007, Nokia și-a anunțat intenția de a achiziționa Enpocket, un furnizor de tehnologie și servicii de publicitate în mediul mobil.
În octombrie 2007, Nokia a achiziționat Navteq, un furnizor de date pentru hărți digitale cu sediul în SUA, pentru prețul de 8,1 miliarde dolari, achiziția fiind finalizată în 10 iulie 2008.
În septembrie 2008, Nokia a achiziționat OZ Communications, o companie privată cu aproximativ 220 de angajați, cu sediul în Montreal, Canada.
În 24 iulie 2009, Nokia a anunțat că va achiziționa anumite active ale Cellity, o companie privată de software mobil cu 14 angajați în Hamburg, Germania. Achiziționarea Cellity a fost finalizată pe 5 august 2009.
La 11 septembrie 2009, Nokia a anunțat că va achiziționa o parte din activele Plum Ventures, Inc, o companie privată cu 10 angajați, cu sediul central Boston, Massachusetts. Plum va completa serviciile Nokia Social Locations.
În 10 aprilie 2010, Nokia a anunțat achiziția MetaCarta.
În 2014, compania a cumparat de la Panasonic operațiunile specializate în rețelele 3G si LTE și în tehnologia wireless. 

## Alianța cu Microsoft
În 11 februarie 2011, Stephen Elop, CEO-ul Nokia, a anunțat o alianță strategică cu Microsoft. Astfel, Windows Phone va deveni principala platformă software pentru smartphone-urile Nokia. Nokia va utiliza Symbian pentru terminalele din categoria entry level și medie. Nokia estimează că va comercializa încă aproximativ 150 de milioane de terminale Symbian în următorii ani. 
Nokia și Microsoft urmează să își unească serviciile iar Nokia Maps va fi în centrul portofoliului Microsoft, care include Bing și AdCenter iar magazinul de aplicații și conținut al Nokia (Ovi) va fi integrat în Microsoft Marketplace.
Nokia a anunțat și intenția sa de a forma o colaborare strategică cu Accenture, care va rezulta în transferul activităților de dezvoltare a softului pentru Symbian, inclusiv a aproximativ 3000 de angajați ai Nokia la Accenture.

## Structura organizațională
Începând cu 1 aprilie 2011, Nokia are o nouă structură organizațională, care include două divizii distincte: Smart Devices și Mobile Phones.
În divizia Smart Devices sunt incluse sub-unitățile Symbian Smartphones, MeeGo Computers și Strategic Business Operations.
Divizia Mobile Phones este responsabilă cu dezvoltarea și gestionarea portofoliului de telefoane mobile accesibile. 
Divizia Markets se ocupă cu gestionarea lanțurilor de aprovizionare, a canalelor de distribuție și cu activități legate de strategii de marcă și marketing.
Divizia NAVTEQ este un furnizor de date cartografice digitale pentru sisteme de navigație auto, dispozitive de navigație mobile, aplicații cartografice web și de soluții pentru organisme guvernamentale și din domeniul afacerilor.
Nokia Siemens Networks oferă infrastructură wireless și pentru rețeaua fixă, comunicații și platforme pentru servicii de rețea, cât și servicii profesionale operatorilor și furnizorilor de servicii. Nokia Siemens Networks este parte din Grupul Nokia, fiind o entitate ce raportează separat.

## Guvernare corporativă
Consiliul director al companiei Nokia este format din 11 membri: Stephen Elop, Bengt Holmstram, Henning Kagermann, Per Karlsson, Jouko Karvinen, Helge Lund, Isabel Marey-Semper, Jorma Ollila, Marjorie Scardino, Risto Siilasmaa și Kari Stadigh.

## Listarea la Bursă
Nokia, o societate publică cu răspundere limitată, este cea mai veche companie listată sub același nume la Helsinki Stock Exchange (din 1915). De asemenea, acțiunile Nokia sunt listate la Frankfurt Stock Exchange (din 1988) și New York Stock Exchange (din 1994).

## Servicii online

### Domeniul ”.mobi” și Internetul mobil
În septembrie 2006, Nokia a fost primul și unul din cei mai importanți sponsori ai domeniului ”.mobi” și a jucat un rol important în susținerea acestuia. De atunci, Nokia a introdus Nokia.mobi-t, care atrage aproximativ 100 de milioane de vizitatori lunar.

### Ovi
În 2007, Nokia a lansat platforma Ovi (http://www.ovi.com Arhivat în 26 iulie 2009, la Wayback Machine.), prin care utilizatorii de terminale Nokia pot gestiona și sincroniza informațiile personale și pot accesa serviciile Nokia de conținut media, hărți, jocuri, muzică și mesagerie. De asemenea, Ovi, care în finlandeză înseamnă „Ușă”, este o platformă deschisă în cadrul căreia dezvoltatorii terți pot crea aplicații și servicii.

### My Nokia
My Nokia este un serviciu gratuit pentru toți posesorii de terminale Nokia. După înscriere în My Nokia, utilizatorii primesc informații și sfaturi utile specifice modelului de terminal pe care îl dețin dar și alte informații despre noi produse și servicii. 

### Nokia Messaging
Mesageria Nokia permite purtarea unei conversații în timp real folosind mesageria instantanee și conectarea la contul utilizatorului de pe serverul de e-mail astfel încât mesajele sunt primite în același timp și pe telefonul mobil. E-mail-urile sunt redirijate automat către telefonul mobil al utilizatorului, nefiind necesară crearea unei alte adrese de email. În mai 2010, Nokia și Microsoft au lansat în premieră aplicația Mobile Communicator, care poate fi folosită pe terminalele Nokia Eseries.

## Nokia și mediul
În 2005, Nokia a introdus primul terminal conform cu normele europene RoHS, care reglementează utilizarea anumitor materiale în fabricarea echipamentelor electrice. 
În mai 2007, Nokia a fost primul producător de telefoane mobile care, prin intermediul unei pictograme, a lansat un avertisment pentru a reaminti utilizatorilor să scoată din priză terminalele, odată încărcate. Energia care ar putea fi astfel economisită la nivel global ar fi suficientă pentru aprovizionarea energetică a 100.000 de gospodării europene de dimensiuni medii. 
De asemenea, Nokia a sprijinit crearea unui încărcător comun pentru toate modelele de telefoane.
Toate terminalele Nokia sunt reciclabile în proporție de până la 80%, iar colectarea lor în vederea reciclării poate fi direcționată către cele 5000 de centre de service prezente în 85 de țări. 
Între 2006 și 2008, Nokia a redus dimensiunea ambalajelor și a folosit mai multe materiale reciclate pentru a le produce. Acest lucru a permis economisirea a circa 100.000 de tone de hârtie.

## Vânzări
Compania a vândut 461,3 milioane de telefoane în 2010
(cotă de piață 28,9%)
și 424 de milioane în 2009.
(cotă de piață 36,4%)

## Nokia România
Nokia este prezentă în România din 1999 prin biroul care coordonează activitățile de marketing și vânzări ale diviziei Markets Operations. Acesta funcționează la București.
În 2007, Nokia a început construcția fabricii de terminale mobile amplasată în comuna Jucu, lângă Cluj Napoca, în parcul industrial Tetarom III, cu o investiție de 60 milioane de euro și o suprafața totală de 34.000 de metri pătrați.
Prima linie de asamblare a fost inaugurată la 11 februarie 2008, la 8 luni de la debutul lucrărilor în luna iulie a anului 2007. La 24 septembrie 2008 a avut loc deschiderea oficială a fabricii. Fabrica de la Jucu a început cu producția de modele de telefoane mobile entry-level, ajungând în mai 2008 la asamblarea terminalului cu numărul un milion.
În octombrie 2009, fabrica de la Jucu a fost atestată de Consiliul American al Clădirilor Verzi (U.S.Green Building Council - USGBC) ca fiind prima clădire din România care obține un rating LEED (Leadership în Energy and Environment Design). Având ratingul Gold, clădirea este una din cele mai „verzi” clădiri din lume.
De asemenea, Nokia este prezentă în România și prin Nokia Siemens Networks care furnizează echipamente și servicii de rețea. 
Potrivit estimărilor de pe piață, în 2010, Nokia era cea mai mare companie IT&C din România, după ce cifra de afaceri a ajuns la aproximativ 1,5 miliarde euro de la 455 milioane euro în 2008. Această creștere s-a datorat exporturilor.
Număr de angajați:
- 2010: 4.000[88]
- 2009: 1.600[89]
- 2008: 350[89]

Cifra de afaceri:
- 2010: 1.600 milioane euro[90]
- 2009: 1.027 milioane euro[91]
- 2008: 455,6 milioane euro[92]
- 2007: 6,6 milioane euro[92]